# Eudokia Komnena (córka Aleksego I)
Eudokia Komnena (gr. Εὐδοκία Κομνηνή, ur. 14 stycznia 1094, zm. ok.  1129) – córka Aleksego I Komnena i Ireny Dukainy.
Urodziła się 14 stycznia 1094, jako trzecia córka i szóste dziecko cesarza Aleksego I Komnena i cesarzowej Ireny Dukainy. Około 1109 poślubiła syna kuropalatesa Konstantyna Iasitesa. Mieli co najmniej dwoje dzieci. Małżeństwo zostało później rozwiązane i Eudokia udała się do klasztoru. Zmarła około 1129 roku. 